# Киргизская письменность
Киргизская письменность — письменность киргизского языка. В настоящее время киргизский язык использует две официальные письменности. Одна из них, основанная на кириллице, используется на территории Кыргызстана и в других странах бывшего СССР. Вторая письменность, основанная на арабском алфавите (персидская версия), используется на территории Китая.

## Арабский алфавит
Арабский алфавит для записи киргизского языка стал использоваться в первой половине XIX века. В 1911 году на этом алфавите появились первые киргизские печатные публикации.
В конце XIX века на основе арабского письма была написана рукопись на киргизском языке — «Родословное древо и происхождение кочевых племён» («Шаджара-йи насаб наме-йи илатийа»). В 1910-х годах в свет вышли произведения на киргизском языке, написанные арабским письмом — «Зилзала» («Землетрясение»), «Мухтасар Тарих-и Кыргызийа» («Краткая история киргизов») и «Тарих-и кыргыз Шадмания» («История киргизов, посвящённая Шабдану»). Они стали первыми письменными произведениями киргизской литературы

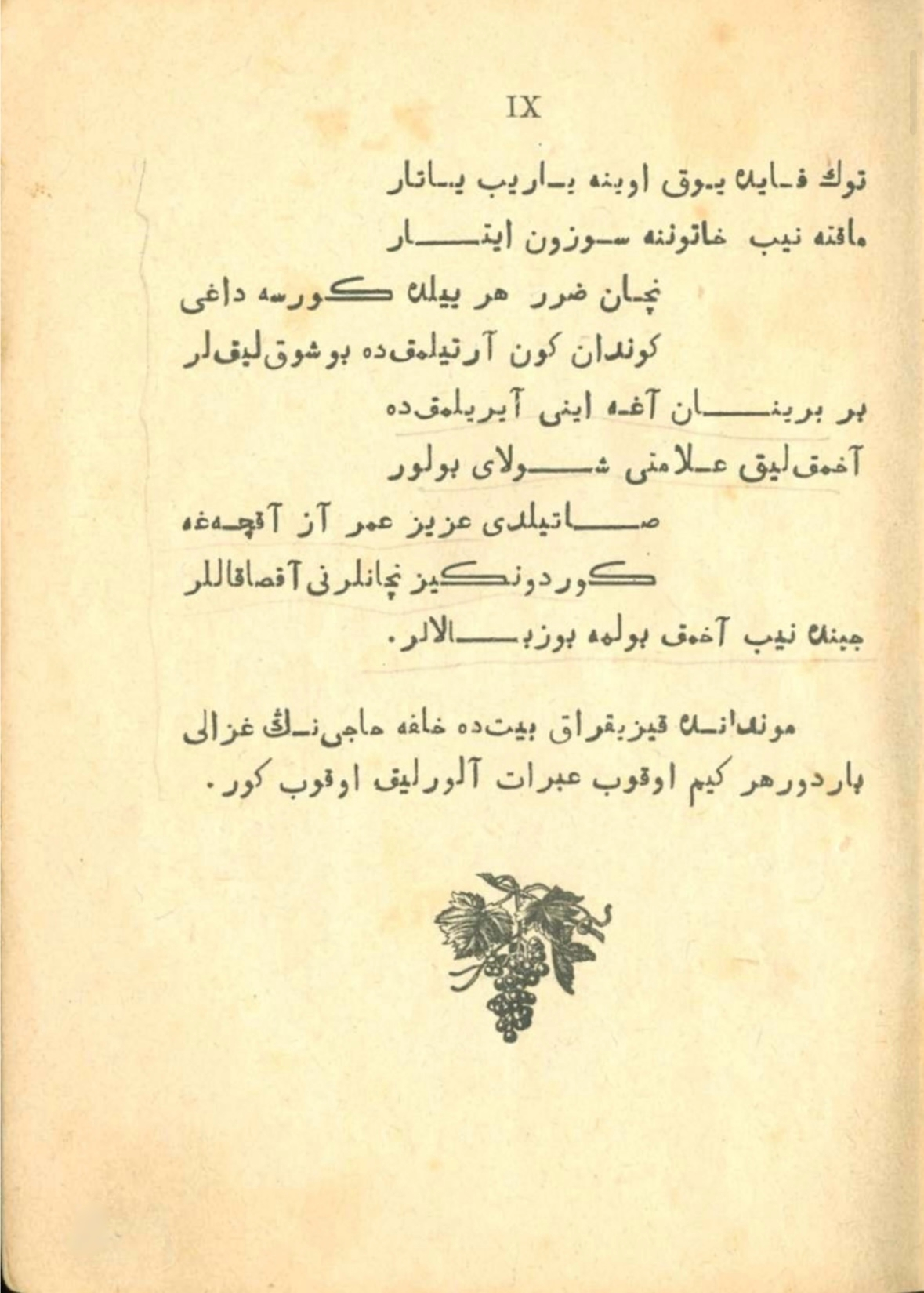
Восьмая страница книги «Мухтасар Тарих-и Кыргызийа» («Краткая история киргизов»).

В 1923 году К. Тыныстанов реформировал арабский алфавит, приблизив его к нуждам киргизской фонетики. В 1924 году на этом алфавите И. Арабаевым был издан первый киргизский букварь. В том же году началось обучение на киргизском языке в школах, а также стала выходить первая киргизская газета «Эркин-Тоо».
25-27 мая 1925 года в Пишпеке состоялся 1-й научно-педагогический съезд Киргизской АО. На нём был официально утверждён реформированный вариант арабского алфавита. В частности, из него были исключены буквы для обозначения звуков, отсутствующих в киргизском языке, а также введены знаки для звуков, в нём присутствующих. Новый алфавит содержал 24 буквы и диакритический знак ء для смягчения гласных звуков [и], [ɵ], [ү]. Например و [о]→ؤ [ɵ]; ۇ [у]→ءۇ [ү] и т. д..
Утверждённый алфавит имел следующий вид:
| ا | ب | پ | ت | ج | چ | د | ر | ز | س | ش | غ |
| ق | ک | گ | ڴ | ل | م | ن | و | ٶ | ه | ى | ي |

В Китае (Синьцзян-Уйгурский автономный район) для киргизского языка арабская письменность используется и поныне. Первая версия арабского алфавита для киргизов Китая была разработана в 1930-х — 1940-х годах, но ни одного печатного издания на ней издано не было. Этот алфавит включал 26 знаков:
| Буква | آ | ب | پ | ت | چ  | ج  | د | ر | ز | ش | س | غ | ق | ك | گ | ڭ | ل | م | ن | و    | ۇ    | ۋ | ه | ى    | ي | ء             |
| МФА   | ɑ | b | p | t | tʃ | dʒ | d | r | z | ʃ | s | ʁ | q | k | g | ŋ | l | m | n | o, ø | u, y | v | e | ə, i | j | палатализация |

Систематическая работа по выработке киргизского алфавита в КНР началась в ноябре 1954 года. В новом варианте алфавита вместо 5 знаков для гласных было создано 8, а также введены 3 новых знака для обозначения согласных — ف [f], ۋ [v], ح [x]. В 1956 году в алфавит были внесены небольшие изменения в написании гласных. В том же 1956 году киргизский алфавит в КНР был переведён на кириллицу, но уже в 1958 состоялся возврат к арабском письму (хотя звучали предложения о переходе на латиницу). В 1960-х — 1970-х годах киргизская письменность в КНР не функционировала и была возобновлена лишь в 1979 году. В 1983 году были уточнены правила орфографии и изменён порядок букв в алфавите. Ныне алфавит киргизов Китая выглядит так:
| ا | ب | پ | ن | ت | ج | چ | ح | ف | ق | ع | ك | گ | ڭ  | ل |
| م | و | ۅ | ۇ | ۉ | ۋ | س | ش | د | ر | ز | ه | ى | ئى | ي |

## Латиница

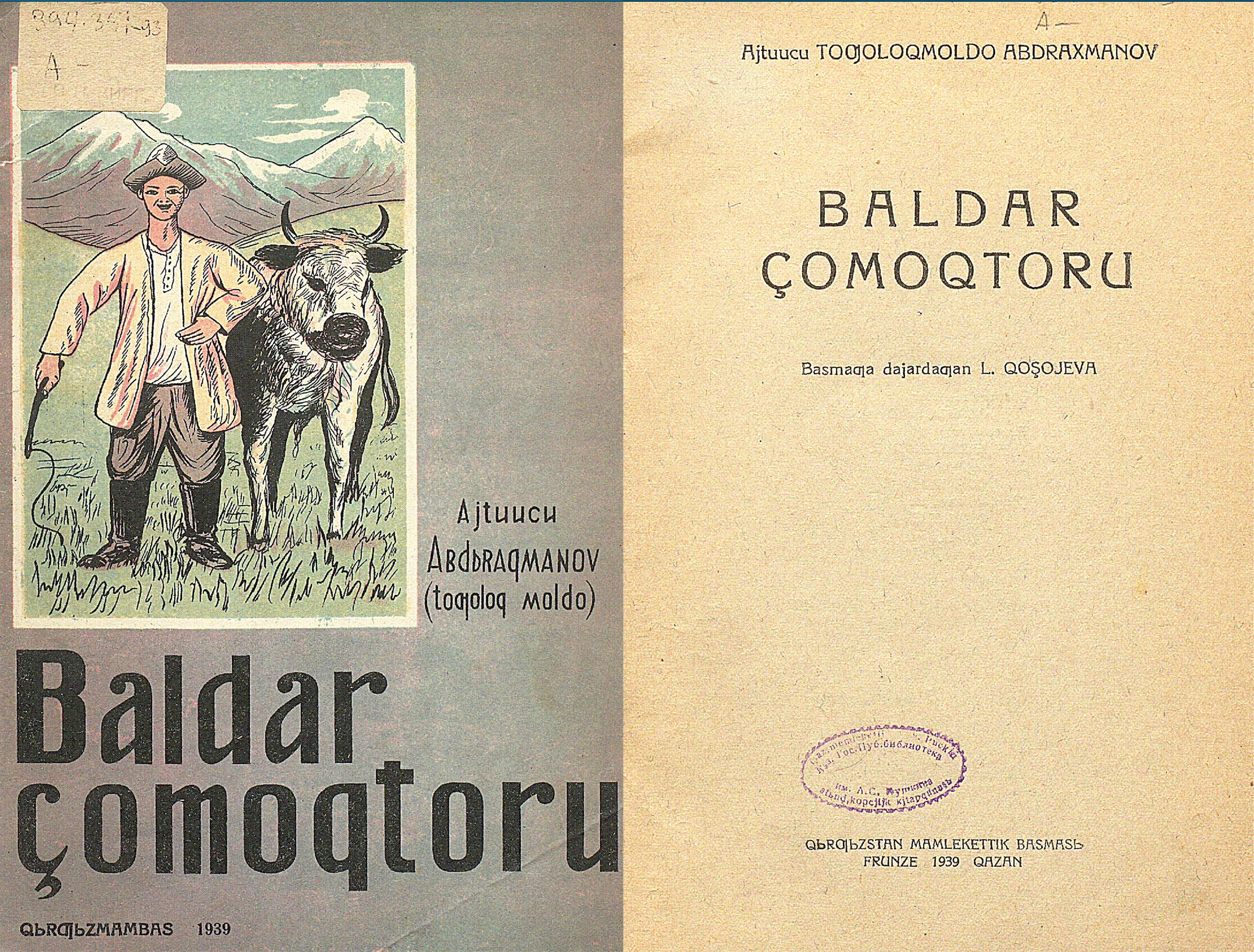
Baldar Çomoqtoru. Ajtuucu: Toƣoloq Moldo Abdьraqmanov. 1939

В 1920-е годы развернулось движение за латинизацию письменностей народов СССР. Так, уже 1-й научно-педагогический съезд Киргизской АО в мае 1925 года поручил научной комиссии разработать киргизский латинизированный алфавит. 14 октября 1926 года облисполком Киргизской АССР постановил начать постепенную замену арабского письма латиницей. Для этого в республике был образован комитет нового алфавита. 12 декабря 1927 года ЦИК Киргизской АССР признал латинизированный алфавит государственным наравне с арабским. С 1927/28 учебного года латинизированный алфавит стал преподаваться в ряде школ, а с 1928/29 на него было переведено всё образование. 1 января 1930 года арабский алфавит в Киргизской АССР был окончательно выведен их всех официальных сфер употребления.
В первых проектах киргизского латинизированного алфавита было 24 буквы и знак смягчения. Так, в первой утверждённой версии алфавита имелись следующие буквы: a b p t с o ч d r z u s з г q ә k g ꞑ l e m n y ˅. Во второй версии нового латинизированного алфавита начертание ряда букв изменилось: a в p t ç o c d r z u s ş q ƣ ь k g ꞑ l e m n j ˅. Итоговый вариант киргизского латинизированного алфавита, который и стал в результате использоваться на официальном уровне, включал 31 букву:
| A a | B ʙ | C c | Ç ç | D d | E e | F f | G g | Ƣ ƣ | H h | I i |
| J j | K k | L l | M m | N n | Ꞑ ꞑ | O o | Ɵ ɵ | P p | Q q | R r |
| S s | Ş ş | T t | U u | V v | X x | Y y | Z z | Ƶ ƶ | Ь ь |     |

В 1938 году вышла «Новая орфография киргизского языка», составленная К. Бакеевым, И. Батмановым и У. Бактыбаевым. Согласно этой орфографии, в алфавит была введена буква Ƶ ƶ (для обозначения звука [ж] в русских заимствованиях), а буква H h была исключена.
В конце 1950-х годов в КНР также были предприняты попытки создания киргизского алфавита на латинской основе.
Несмотря на то, что в Киргизской ССР перешли на кириллицу, эмигранты, получившие образование на латинице и потом по каким-либо причинам оказавшиеся за границей до отмены латиницы или же в статусе пленных в годы Второй мировой войны и не вернувшиеся в СССР, продолжали пользоваться латиницей и выпускать публикации на ней примерно до середины 1950-х годов с изменениями некоторых букв: B ʙ > B b, Ɵ ɵ > Ö ö, Y y > Ü ü, Ь ь > Ĭ ĭ. Состав «эмигрантской» латиницы: a b ç c d e f g ƣ h i ĭ j k q l m n ꞑ o ö p r s ş t u v ü z ƶ.

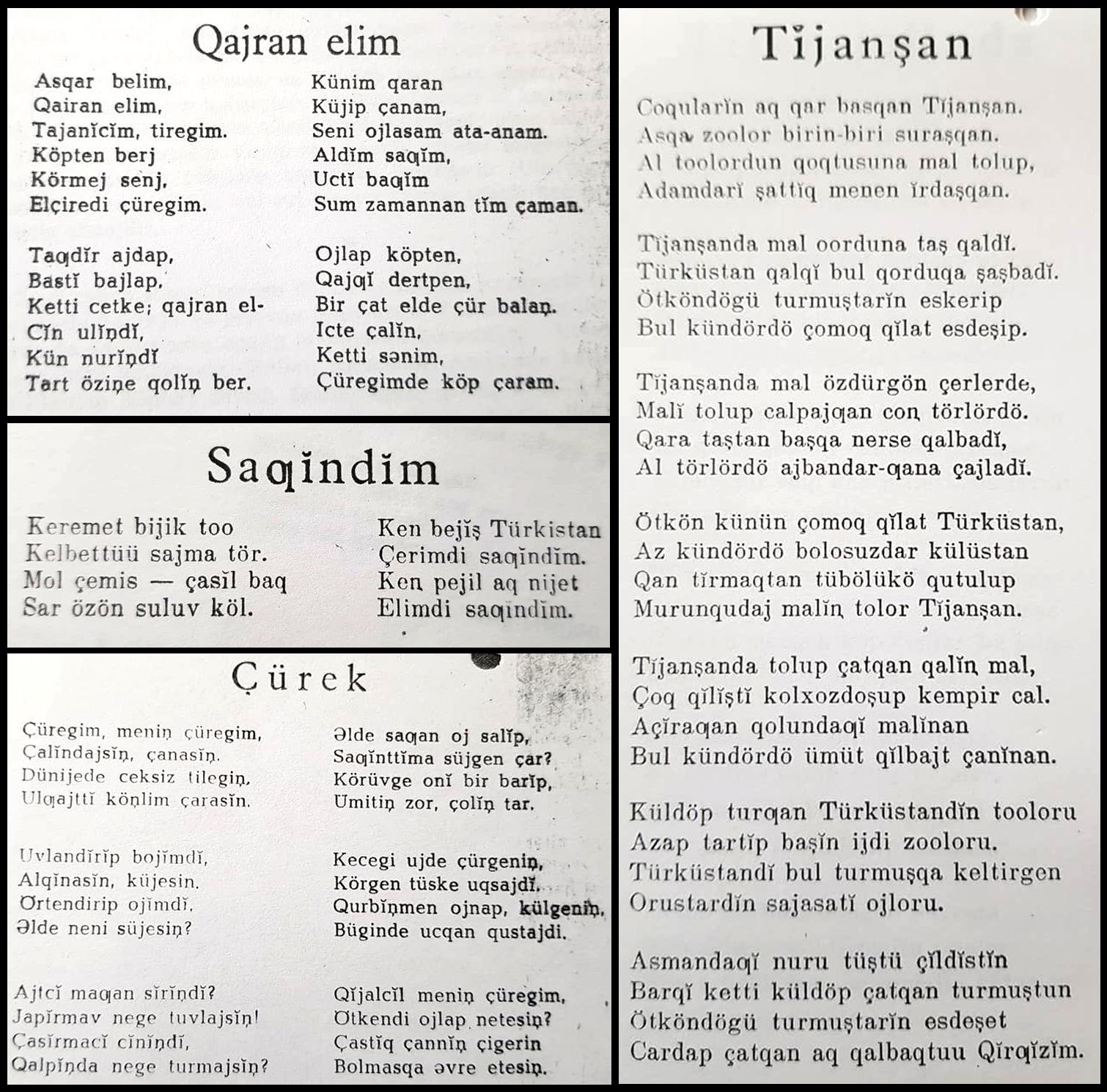
Отрывки стихов киргизских поэтов в эмиграции, изданных с использованием латиницы 1940-х годов, на казахском и киргизском языках.

## Кириллица
Во второй половине 1930-х годов в СССР начался процесс перевода письменностей на кириллическую основу. В Киргизской ССР вопрос о переходе на кириллицу был поднят в 1939 году. НИИ киргизского языка и письменности составил проект нового алфавита, который подвергся широкому обсуждению. В первом проекте, представленном НИИКЯиП, планировалось использовать русский алфавит без дополнительных символов — Ɵ ɵ планировалось передавать как Ё ё, Y y — как Ю ю, Ꞑ ꞑ — как Нг нг. В феврале 1940 года НИИКЯиП представил другой проект, в котором в дополнение к 33 буквам русского алфавита должны были быть добавлены буквы Ғ ғ, Җ җ, Қ қ, Ң ң, Ө ө, Ү ү. В декабре 1940 года Верховный Совет Киргизской ССР одобрил несколько изменённый проект нового алфавита и орфографии. Окончательно алфавит был утверждён указом Президиума Верховного Совета Киргизской ССР 12 сентября 1941 года. Принятый алфавит имеет три дополнительные буквы к русской кириллице (Ң ң, Ө ө, Ү ү). Буквы в, ц, щ, ъ, ь, ф используются только в заимствованных, главным образом из русского языка, словах.
Киргизский кириллический алфавит имеет следующий вид:
| А а | Б б | В в | Г г | Д д | Е е | Ё ё | Ж ж | З з | И и | Й й | К к |
| Л л | М м | Н н | Ң ң | О о | Ө ө | П п | Р р | С с | Т т | У у | Ү ү |
| Ф ф | Х х | Ц ц | Ч ч | Ш ш | Щ щ | Ъ ъ | Ы ы | Ь ь | Э э | Ю ю | Я я |

К недостаткам киргизского кириллического алфавита относят:
- Отсутствие отдельных знаков для глубокозаднеязычных [гъ] и [къ], которые обозначаются на письме буквами к и г соответственно. В то же время пары [гъ] и [гь], [къ] и [кь] в киргизском являются сингармоническими вариантами фонем /k/ и /g/, и с этой точки зрения отказ от введения отдельных знаков для каждого варианта этих двух фонем оправдан;
- Отсутствие знака для переднеязычного [җ], которое обозначается буквой ж, используемой, также, и для звука [ж] в заимствованиях из русского. Однако есть тенденция произносить ж как аффрикату и в заимствованных словах, что делает введение отдельной буквы ненужным;
- Непоследовательное употребление буквы й. Специалисты предлагают использовать её в сочетании с буквами а, о, у, э вместо букв я, ё, ю, е в исконно киргизских словах (например койон вместо коён, сыйа вместо сыя). Буквы же я, ё, ю, е предлагается использовать только в заимствованиях из русского[4].

В Китае во второй половине 1950-х годов вслед за Советским Союзом была предпринята попытка перевести киргизскую письменность на кириллицу (решение Собрания народных представителей Кызылсу-Киргизского АО от 27 января 1957 года). Алфавит киргизов Китая должен был полностью совпадать с алфавитом киргизов СССР. Но ухудшение отношений СССР и КНР не дало этому проекту реализоваться.

Буквы Өө, Ңң, Үү на клавиатуре

## Таблица соотношения алфавитов
Составлено по источникам
| Кириллица | Арабское письмо (Китай) | Арабское письмо (СССР, 1924—1928) | Латиница (СССР, 1928—1940) | «Эмигрантская» латиница | МФА           |
| А а       | ا                       | آ                                 | A a                        | A a                     | /ɑ/           |
| Б б       | ب                       | ب                                 | B ʙ                        | B b                     | /b/, /v/, /w/ |
| В в       | ۋ                       | -                                 | V v                        | V v                     | /v/           |
| Г г       | گ ع                     | گ غ                               | G g Ƣ ƣ                    | G g Ƣ ƣ                 | /g~ɣ/, /ɢ~ʁ/  |
| Д д       | د                       | د                                 | D d                        | D d                     | /d/           |
| Е е       | ه                       | -                                 | E e                        | E e                     | /je/, /e/     |
| Ё ё       | -                       | -                                 | -                          | -                       | /jo/          |
| Ж ж       | ج                       | ج                                 | Ç ç, Ƶ ƶ                   | Ç ç, Ƶ ƶ                | /dʒ/, /ʒ/     |
| З з       | ز                       | ز                                 | Z z                        | Z z                     | /z/           |
| И и       | ئى                      | ى                                 | I i                        | I i                     | /i/           |
| Й й       | ي                       | ي                                 | J j                        | J j                     | /j/           |
| К к       | ك, ک ق                  | ک ق                               | K k Q q                    | K k Q q                 | /k/, /q/      |
| Л л       | ل                       | ل                                 | L l                        | L l                     | /l/, /ɫ/      |
| М м       | م                       | م                                 | M m                        | M m                     | /m/           |
| Н н       | ن                       | ن                                 | N n                        | N n                     | /n/           |
| Ң ң       | ڭ                       | ڭ                                 | Ꞑ ꞑ                        | Ꞑ ꞑ / Ṇ ṇ               | /ŋ/, /ɴ/      |
| О о       | و                       | و                                 | O o                        | O o                     | /o/           |
| Ө ө       | ۅ                       | ٶ                                 | Ɵ ɵ                        | Ö ö                     | /ø/           |
| П п       | پ                       | پ                                 | P p                        | P p                     | /p/           |
| Р р       | ر                       | ر                                 | R r                        | R r                     | /r/           |
| С с       | س                       | س                                 | S s                        | S s                     | /s/           |
| Т т       | ت                       | ت                                 | T t                        | T t                     | /t/           |
| У у       | ۇ                       | و                                 | U u                        | U u                     | /u/           |
| Ү ү       | ۉ                       | -                                 | Y y                        | Ü ü                     | /y/           |
| Ф ф       | ف                       | -                                 | F f                        | F f                     | /ɸ/           |
| Х х       | ح                       | -                                 | X x, H h                   | X x, H h                | /χ/           |
| Ц ц       | -                       | -                                 | -                          | -                       | /ts/          |
| Ч ч       | چ                       | چ                                 | C c                        | C c                     | /tʃ/          |
| Ш ш       | ش                       | ش                                 | Ş ş                        | Ş ş                     | /ʃ/           |
| Щ щ       | -                       | -                                 | şc                         | -                       | /ʃtʃ/         |
| Ъ ъ       | -                       | -                                 | -                          | -                       | -             |
| Ы ы       | ى                       | ى                                 | Ь ь                        | Ĭ ĭ                     | /ɯ/           |
| Ь ь       | -                       | -                                 | -                          | -                       | -             |
| Э э       | ه                       | ه                                 | E e                        | E e                     | /e/           |
| Ю ю       | -                       | -                                 | -                          | -                       | /ju/, /jy/    |
| Я я       | -                       | -                                 | -                          | -                       | /jɑ/          |

## Примеры
Статья 1 Всеобщей декларации прав человека на киргизском:
| Кириллица | Арабский алфавит | Латиница | Русский перевод |
| Бардык адамдар өз беделинде жана укуктарында эркин жана тең укуктуу болуп жаралат. Алардын аң-сезими менен абийири бар жана бири-бирине бир туугандык мамиле кылууга тийиш. | باردىق ادامدار ۅز بەدەلئندە جانا ۇقۇقتارىندا ەركئن جانا تەڭ ۇقۇقتۇۇ بولۇپ جارالات.۔ الاردىن اڭ-سەزئمئ مەنەن ابئيئرئ بار جانا بئرئ-بئرئنە بئر تۇۇعاندىق مامئلە قىلۇۇعا تئيئش. | Bardьq adamdar ɵz ʙedelinde çana uquqtarьnda erkin çana teꞑ uquqtuu ʙolup çaralat. Alardьn aꞑ-sezimi menen aʙijiri ʙar çana ʙiri-ʙirine вir tuuƣandьq mamile qьluuƣa tijiş. | Все люди рождаются свободными и равными в своём достоинстве и правах. Они наделены разумом и совестью и должны поступать в отношении друг друга в духе братства. |